# O Dom (minissérie)
O Dom é uma minissérie televisiva produzida portuguesa pela TVI.

## Sinopse
Eduardo (Pedro Lima) irá ser desmascarado pela ex-mulher, Rita (Cláudia Oliveira), com quem tentava uma reaproximação. Humilhado e deprimido, Eduardo regressa à sua terra natal, Sesimbra, onde irá dar consultas numa clínica e habitar um apartamento num prédio isolado sobre o mar que, fora de época, está praticamente vazio.
No andar de Eduardo vive apenas uma mulher, Patrícia (Paula Lobo Antunes), que Eduardo acaba por conhecer e de quem se aproxima, sobretudo quando começa a experimentar alguns fenómenos estranhos à sua volta. Embora procurando sempre uma explicação lógica e racional para o que está a acontecer, Eduardo tem visões que não consegue explicar e premonições que saem acertadas, tornando-se muito popular nas suas consultas, sobretudo após a visita de Catarina (Núria Madruga) , uma ex-cliente dos seus tempos de falso vidente, que acredita que Eduardo tem mesmo um “dom”.
Apesar do seu cepticismo, Eduardo começa a descobrir coisas que parecem impossíveis de saber apenas usando a técnica psicológica de “ler” as pessoas, que diz usar.  Contudo, apesar de Eduardo começar a aceitar esse fenómeno para ajudar as pessoas da terra, uma visão recorrente começa a perturbá-lo. Na sua própria casa vê uma criança que não conhece e que parece estar em perigo de vida.
Quando reencontra Clara (Diana Costa e Silva), a sua ex-namorada da adolescência, que entretanto casou e tem um filho – João (Simão Santos) – Eduardo reconhece nele a criança da sua visão. As visões com João indicam a Eduardo que alguma tragédia irá acontecer à criança no mar. Eduardo vai tentar tudo para evitar essa tragédia, tendo de lutar contra a descrença e oposição de Alberto (Nuno Janeiro), o marido de Clara, enfrentar os ciúmes de Patrícia e as dúvidas de Rita.
O que é real ou não? Existe um outro mundo para além deste? As manifestações desse mundo são verdadeiras ou apenas na imaginação de Eduardo? Contra todas as dificuldades reais e imaginárias, normais e paranormais, e contra o seu próprio cepticismo, Eduardo vai pôr em causa tudo o que acredita de forma a poder salvar a criança que acaba por descobrir que é o seu próprio filho, que Clara teve após ele a abandonar, nunca revelando a ninguém quem era o verdadeiro pai.

## Elenco
- Eduardo - Pedro Lima
- Patrícia - Paula Lobo Antunes
- Rita - Cláudia Oliveira
- Catarina - Núria Madruga
- Clara - Diana Costa e Silva
- João - Simão Santos
- Alberto - Nuno Janeiro
- Luís - Carlos Santos
- Francisco - Guilherme Filipe